# لنگوریفون
لنگوریفون (به انگلیسی: Llangwyryfon) یک منطقهٔ مسکونی در بریتانیا است که در کردیگیون واقع شده‌است. لنگوریفون ۵۹۶ نفر جمعیت دارد.